# 小出亜衣子
小出 亜衣子（こいで あいこ、1991年7月23日 - ）は、日本のAV女優。C-moreエンターテイメント所属。

## 略歴・人物
千葉県出身。2016年7月、SODクリエイトのレーベル"副職AV女優"の専属素人としてAVデビュー。本職は大手化粧品メーカーの百貨店営業を担当するキャリアウーマンとされた。
趣味は愛犬とドッグランに行く、特技はドライブ・車庫入れ。

## 出演作品

### アダルトDVD
2016年
- 大手化粧品メーカー勤務 百貨店営業担当 10年目のキャリアウーマン 小出亜衣子 32歳 AVデビュー（7月21日、SODクリエイト）
- 大手化粧品メーカー勤務 百貨店営業担当 10年目のキャリアウーマン 小出亜衣子 32歳 AV出演第2章 いきなり即ハメっ! お仕事中でも朝から晩までデカチ○ポ挿れっぱなし（8月18日、SODクリエイト）
- 大手化粧品メーカー勤務 百貨店営業担当 10年目のキャリアウーマン 小出亜衣子 32歳 人生初の中出し解禁（9月22日、SODクリエイト）
- 私、脅迫されてます。（9月30日、光夜蝶）
- こんな女に騎られてみたい（9月30日、アウダースジャパン）
- またまた出没! 夫と同じ血液型なら中出しさせてくれる噂のヤリマン人妻（10月25日、ヤリマン伝説）※「ユリ」名義
- 乳首でイケるほどチクビが敏感な私だからこそチクニーするほど乳首イジられ好きなM男をゆっくりじっくり愉しませてあげられる♥（11月4日、アウダースジャパン）
- 母がこれほど欲求不満だったとは…、自慰行為を見られても恥ずかしがる所か息子の僕に欲情し、玩具のように僕の上で腰を振るイケない母（11月4日、NON）
- 寸止め焦らし手コキで誘う 密着ご奉仕 性感マッサージ（11月13日、Be Free）
- 夫の誕生日にケーキを作りたいとスイーツ教室にやって来た可愛すぎる人妻。 お下劣なレッスンで体を使ったスイーツ作りをたっぷり仕込んでやりました。（11月19日、ドグマ）
- マジックミラーの向こうには愛する旦那! 不妊に悩む美人妻がお金のために絶対イカせてもらえない寸止め焦らし体験! 「お願いイカせて……」 極限まで寸止めされ絶頂欲求が高まり中出しおま○こSEX!（12月9日、DOC）※「ゆみこ」名義
- 総勢10名 全編顔出し マジックミラー号 おマ○コ未開拓の人妻が初めて感じるオーガズム体験でまさかの大量潮吹き! 快楽に溺れた人妻は旦那以外のチ○ポも欲しがっちゃう!? in所沢（12月22日、SODクリエイト）※「りかこ」名義
- 着衣イカセ!!（12月22日、新中野小劇場）
- 知らない間にボクの妻が…! 下品な性技を仕込まれ悶絶しながら中に出してと何度もせがむ不倫妻（12月23日、REAL）
- 『ノー』と言えないヅマヒト急増中。 ヤレる人妻ハンティング 旦那に内緒で副職AV女優。 人の良さそうなヤリマン奥さんをナンパ発掘→即ハメ→淫乱女優化計画（12月25日、ビッグモーカル）

2017年
- 「えっ?僕が10,000人目の客!?記念サービスがある!?」人妻デリヘルを頼んだら、偶然、トップキャスト5名が来ることになってしまったら貴方はどうしますか?（1月6日、SODクリエイト）
- コタツの中で内緒で悪戯 歳の近い義母が欲情極まり近親○姦生中出し 2（1月10日、ブリット）
- 排卵期で身体が疼いて仕方ない新婚の淫乱若妻が訪ねてきたので生ハメ中出し 旦那さんごめんなさいの托卵SEXで連続イキ!!（1月25日、ナックスター）
- W INFERNO -ダブルインフェルノ- 01（1月27日、MAD）
- 淫熟シェアハウスへようこそ 一つ屋根の下で朝・昼・晩 淫欲熟女たちが優しく笑顔で包み込む連続セックス!!（2月2日、SODクリエイト）
- 野外フェス人妻ナンパ ほろ酔いママ友を誘って中出し乱交パーティ!（2月15日、LOTUS）
- 身動きは取れないけどチ○ポは元気な青年を病室で見つけた 淫熟女5人が次々勃たせてハメていく連続性交入院生活（2月16日、SODクリエイト）
- 一度ハメたら外さない しつこいピストンで何度も痙攣イキする巨尻妻（2月16日、ナチュラルハイ）
- モニタリング 結婚歴3年目以上のおしどり夫婦限定! マンネリ解消で刺激が欲しい一般シロウト夫婦同士が互いのパートナーを交換して密室で新婚さんあるあるゲームをしたら誰も見ていないのを良い事にW不倫してしまうのか!? 人妻交姦SEX!!（3月2日、SODクリエイト）※「ユイ」名義
- 接吻の罠 弱みを握られ、義父と義弟にカラダを好き放題に弄ばれる美人妻（3月2日、ヒビノ）
- はじめての固定バイブ生電話美人な奥様たちにエッチなゲームしながら旦那様に電話してもらいました!（4月21日、DOC）※「ことは」名義
- マジックミラー号 フライト終わりのムレた黒パンスト越しオイルマッサージ&クリ責め素股で美脚CAが何度もクリイキっ! 愛液まみれのパンティずらしてデカチン挿入! in羽田（6月15日、SODクリエイト）※「さなえ」名義
- 寂しさに濡れる肉体 〜誰にも言えない人妻の秘めた激情〜（8月7日、マドンナ）
- ストーカーに犯された妻 2 妻を見た上司‥勝手に運命を感じ変貌する（10月17日、ながえスタイル）